# Vivian Slaughter
Eri Isaka-Kristiansen, conosciuta come Vivian Slaughter (1978), è una cantautrice e bassista giapponese.
Fa parte del gruppo black metal/crust punk Gallhammer la cui musica è ispirata, secondo le dichiarazioni di Vivian, a Hellhammer, Amebix, Celtic Frost e Burzum. È la moglie di Maniac, ex cantante dei Mayhem.